# Marduk (band)

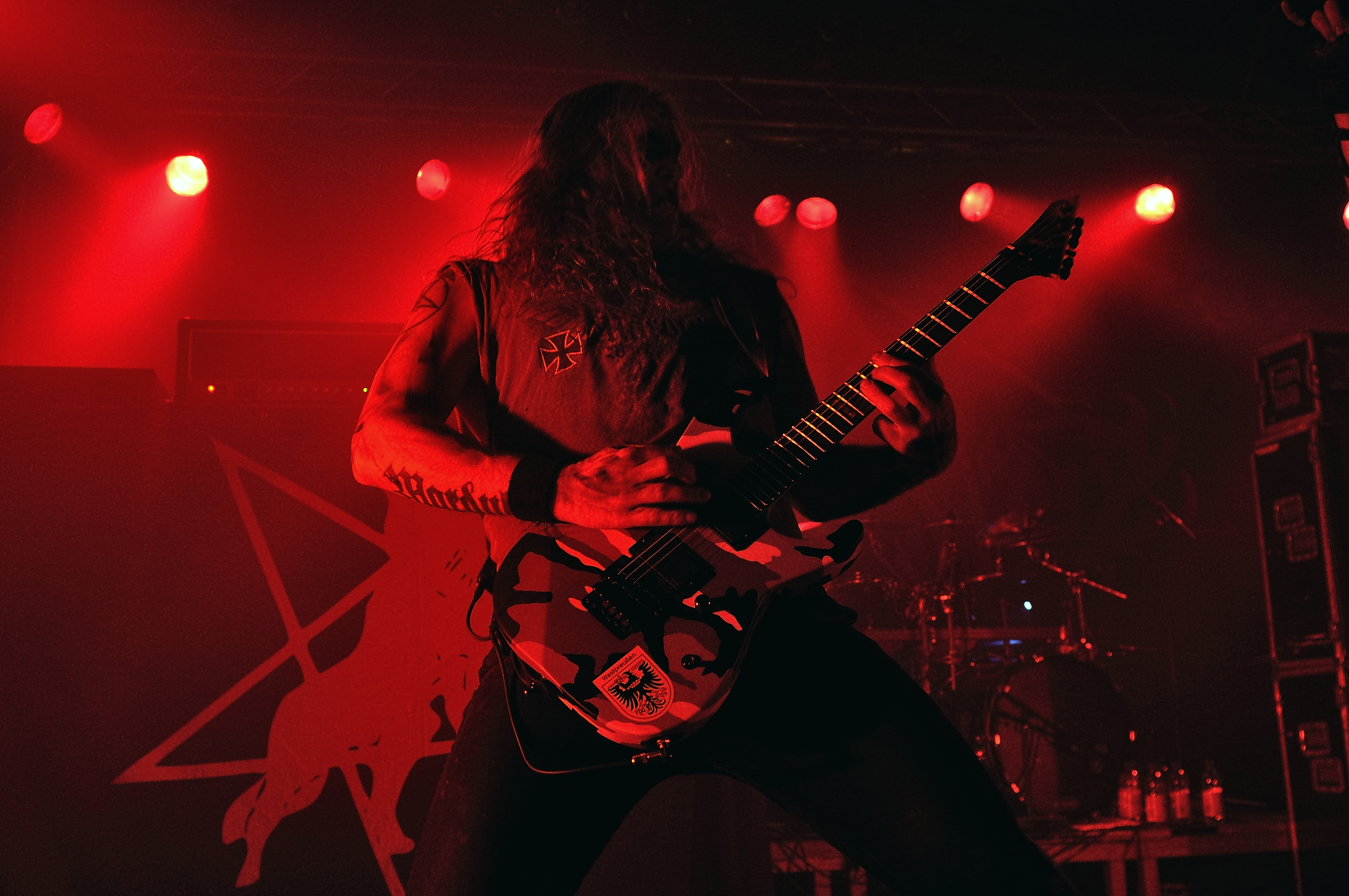
Morgan Steinmeyer Håkansson, 2015

Marduk is een Zweedse blackmetalband.

## Geschiedenis
Marduk werd in 1990 opgericht in het Zweedse Norrköping door Morgan Steinmeyer Håkansson. Zijn uiteindelijk doel was het creëren van de meest godslasterlijke en satanische band ooit. In 1991 bracht Marduk een demo uit genaamd Fuck me Jesus, bestaande uit drie nummers. Vanwege de duistere en respectloze teksten van deze demo kreeg de band een schare aanhangers. In 1992 werd Dark Endless, hun eerste volledige album, gemaakt bij het label No Fashion. Tijdens hun tour door Zweden groeide het aantal fans. Na een meningsverschil met No Fashion stapte Marduk in 1993 over naar het Franse label Osmose. Marduk begon in 1994 door de rest van Europa te toeren en in 1995 hadden ze hun eerste optreden buiten Europa in Mexico-Stad. In 1998 was Marduk de leidende kracht in het Europese Black Metal Assault Tour. Marduk richtte in 2000 een eigen label Blooddawn Productions op.

## Discografie
Studioalbums
- Dark Endless (1992)
- Those of the Unlight (1993)
- Opus Nocturne (1994)
- Heaven Shall Burn... (1996)
- Nightwing (1998)
- Panzer Division Marduk (1999)
- La Grande Danse Macabre (2001)
- World Funeral (2003)
- Plague Angel (2004)
- Rom 5:12  (2007)
- Wormwood  (2009)
- Serpent Sermon  (2012)
- Frontschwein  (2015)
- Viktoria  (2018)
- Memento Mori (2023)

Liveopnames
- Live in Germania (1997)
- Infernal Eternal (2000)
- Warschau  (2006)

Demo's
- Fuck me Jesus (1991)

Ep's en singles
- Glorification (1996)
- Here's No Peace (1997)
- Obedience (2000)
- Hearse (2003)
- Deathmarch Tour (2004) (Alleen verkrijgbaar tijdens de gelijknamige tour in 2004/2005)
- Iron Dawn (2011)

Boxsets
- Blackcrowned Box Set (2002) (2 CD's, VHS-band en een boekwerk)

DVD's
- Fureral Marches and Warsongs (2004)
- Blackcrowned (2004)
- Blood Puke Salvation (2006)

## Line-up
Huidige leden
- Morgan Steinmeyer Håkansson - gitaar - (1990-)
- Mortuus - zang - (2004-) (a.k.a. Arioch in Funeral Mist)
- Lars Broddesson - drums (2007-)

Oud-leden
- Devo Andersson - bas - (2004-2019)
- Rikard Kalm - bas - (1990-1992)
- Andreas Axelsson - zang - (1990-1993)
- Devo Andersson - gitaar - (1992-1994)
- Joakim Göthberg - zang, drum - (1990-1995)
- Kim Osara - gitaar - (1995-1996)
- Fredrik Andersson - drum - (1993-2002)
- Erik Hagstedt (Legion) - zang - (1995-2003)
- B. War - bas - (1992-2004)
- Emil Dragutinovic - drum - (2002-2007)